# Hypoponera
Hypoponera är ett släkte av myror. Hypoponera ingår i familjen myror.

## Bildgalleri

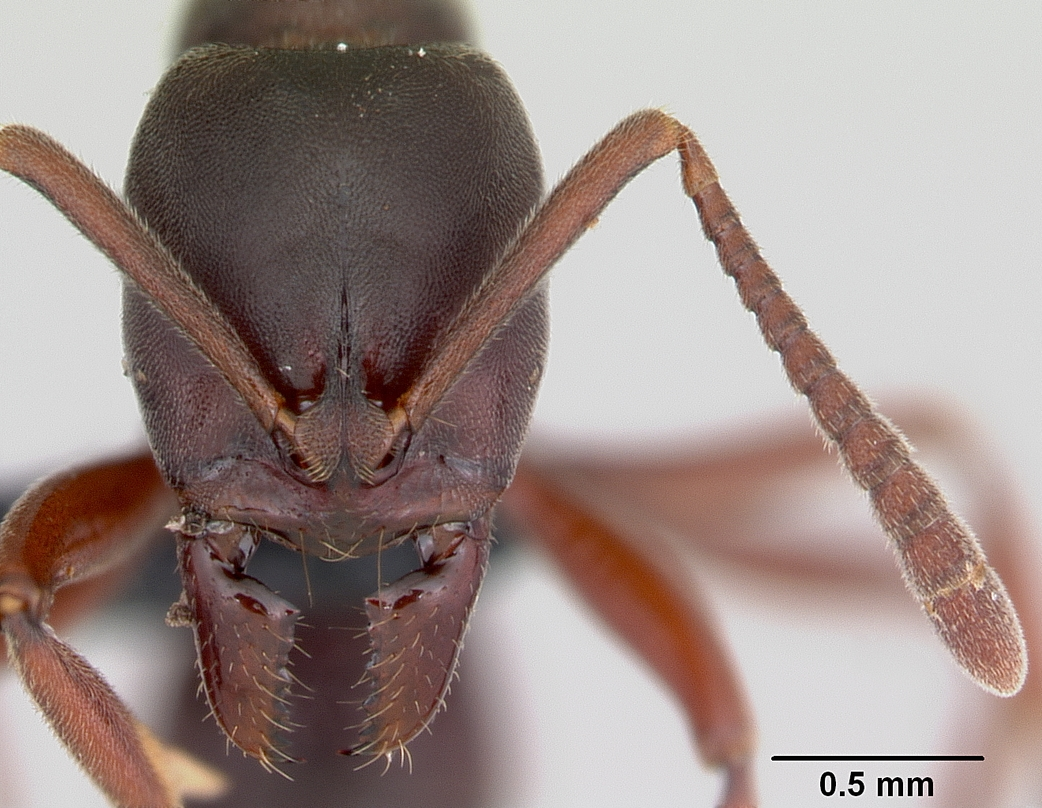

## Dottertaxa tillHypoponera, i alfabetisk ordning[1][2]
- Hypoponera abeillei
- Hypoponera abyssinica
- Hypoponera aethiopica
- Hypoponera agilis
- Hypoponera albopubescens
- Hypoponera aliena
- Hypoponera angustata
- Hypoponera argentina
- Hypoponera argonautorum
- Hypoponera beebei
- Hypoponera biroi
- Hypoponera boerorum
- Hypoponera bondroiti
- Hypoponera breviceps
- Hypoponera brevis
- Hypoponera bugnioni
- Hypoponera butteli
- Hypoponera cammerunensis
- Hypoponera ceylonensis
- Hypoponera clavatula
- Hypoponera coeca
- Hypoponera cognata
- Hypoponera collegiana
- Hypoponera confinis
- Hypoponera congrua
- Hypoponera convexiuscula
- Hypoponera creola
- Hypoponera decora
- Hypoponera dideroti
- Hypoponera distinguenda
- Hypoponera dulcis
- Hypoponera eduardi
- Hypoponera elliptica
- Hypoponera emeryi
- Hypoponera ergatandria
- Hypoponera eutrepta
- Hypoponera exoecata
- Hypoponera faceta
- Hypoponera fenestralis
- Hypoponera fiebrigi
- Hypoponera foeda
- Hypoponera foreli
- Hypoponera gleadowi
- Hypoponera gracilicornis
- Hypoponera grandidieri
- Hypoponera herbertonensis
- Hypoponera idelettae
- Hypoponera ignigera
- Hypoponera iheringi
- Hypoponera imatongica
- Hypoponera inaudax
- Hypoponera incisa
- Hypoponera indigens
- Hypoponera inexorata
- Hypoponera intermedia
- Hypoponera jeanneli
- Hypoponera johannae
- Hypoponera lamellosa
- Hypoponera lamottei
- Hypoponera lea
- Hypoponera leninei
- Hypoponera longiceps
- Hypoponera lotti
- Hypoponera ludovicae
- Hypoponera lumpurensis
- Hypoponera mackayensis
- Hypoponera macradelphe
- Hypoponera madecassa
- Hypoponera malayana
- Hypoponera mandibularis
- Hypoponera menozzii
- Hypoponera mesoepinotalis
- Hypoponera mina
- Hypoponera monticola
- Hypoponera muscicola
- Hypoponera myrmicariae
- Hypoponera natalensis
- Hypoponera neglecta
- Hypoponera nippona
- Hypoponera nitidula
- Hypoponera nivariana
- Hypoponera occidentalis
- Hypoponera opaciceps
- Hypoponera opacior
- Hypoponera orba
- Hypoponera pallidula
- Hypoponera papuana
- Hypoponera parva
- Hypoponera perplexa
- Hypoponera petiolata
- Hypoponera petri
- Hypoponera pia
- Hypoponera pruinosa
- Hypoponera punctatissima
- Hypoponera punctiventris
- Hypoponera pygmaea
- Hypoponera queenslandensis
- Hypoponera ragusai
- Hypoponera rectidens
- Hypoponera reichenspergeri
- Hypoponera rothkirchi
- Hypoponera sabronae
- Hypoponera sakalava
- Hypoponera sauteri
- Hypoponera schmalzi
- Hypoponera schwebeli
- Hypoponera scitula
- Hypoponera silvestrii
- Hypoponera sinuosa
- Hypoponera siremps
- Hypoponera sororcula
- Hypoponera spei
- Hypoponera stoica
- Hypoponera sulcatinasis
- Hypoponera sulciceps
- Hypoponera sulcitana
- Hypoponera taprobanae
- Hypoponera tenella
- Hypoponera traegaordhi
- Hypoponera transvaalensis
- Hypoponera trigona
- Hypoponera truncata
- Hypoponera turaga
- Hypoponera ursa
- Hypoponera ursoidea
- Hypoponera vanreesi
- Hypoponera vernacula
- Hypoponera villiersi
- Hypoponera wilsoni
- Hypoponera viri
- Hypoponera vitiensis
- Hypoponera zwaluwenburgi